# Wóz pancerny
Wóz pancerny – amerykański western z 1967 roku, na podstawie powieści Claira Huffakera Badman.

## Główne role
- John Wayne – Taw Jackson
- Kirk Douglas – Lomax
- Howard Keel – Levi „Chodzący Niedźwiedź”
- Robert Walker Jr. – Billy Hyatt
- Keenan Wynn – Wes Fletcher
- Bruce Cabot – Frank Priece
- Joanna Barnes – Lola

## Fabuła
Ranczer Taw Jackson za dobre sprawowanie opuszcza wcześniej więzienie i powraca w rodzinne strony. Trzy lata wcześniej został wrobiony przez miejscowego przedsiębiorcę wydobywczego Pierce’a, który przywłaszczył sobie jego ziemię, w której znajdowała się żyła złota. Jackson postanawia w zamian zrabować z dużego transportu Pierce'a złoto warte 500 000 dolarów, przewożone konnym wozem pancernym w sejfie. Wóz porusza się z dużą prędkością, w osłonie wielu jeźdźców. Jackson do pomocy wynajmuje rewolwerowca Lomaxa, będącego specem od otwierania sejfów i odnajduje dwóch starych znajomych. Jeden z nich, specjalista od materiałów wybuchowych, okazuje się być nałogowym pijakiem. Jackson dodatkowo werbuje właściciela wozu konnego, który ma przetransportować i przechować zdobycz. Tymczasem Pierce wzmacnia ochronę wozu pancernego, montując na nim wieżę z szybkostrzelnym karabinem Gatlinga. Jackson z pomocą Indian zastawia pułapkę na wóz. Odcina jego eskortę, wysadzając most, przejmuje kontrolę nad wozem pancernym i celowo rozbija go. Grupa wydobywa złoty piasek, miesza go z mąką i ukrywa w beczkach, by w ten niewyróżniający się sposób przechować je. Gdy beczki są już załadowane na wóz transportowy i gotowe do odjazdu, zjawia się grupa Indian, która chce przejąć ładunek. Wywiązuje się strzelanina, w wyniku której spłoszone konie uciekają z wozem, po drodze gubiąc spadające beczki. Złota mąka rozsypuje się wzdłuż drogi, a zbiera ją plemię Indian. Ostatecznie okazuje się, że Taw Jackson znalazł jeszcze część ładunku wartą 100 000 dolarów, jednak podział ze wspólnikami nastąpi po sześciu miesiącach, by nie wzbudzać podejrzeń nagłym wzbogaceniem się.